# Espai Carmen Thyssen
L'Espai Carmen Thyssen és un centre dedicat a exposicions temporals, de juny a octubre, d'obres de pintura nacional i internacional de la Col·lecció Carmen Thyssen, situat al municipi de Sant Feliu de Guíxols, a la comarca del Baix Empordà.
La seva aposta per la difusió de la cultura fa que siguin d'especial interès les activitats familiars que acompanyen l'exposició.
Aquest centre està ubicat al Palau de l'Abat, integrat al Museu d'Història de Sant Feliu de Guíxols, d'aquí que l'experiència del visitant es pugui complementar amb una passejada per la història que esguarda l'espectacular conjunt monàstic benedictí.

## Història
En els seus inicis, el Centre d'Art de Pintura Catalana Carmen Thyssen-Bornemisza, era un projecte de centre d'art que estava plantejat per ubicar-se a l'antiga fàbrica Serra Vicens de Sant Feliu de Guíxols.
Per l'obertura d'aquest centre es va firmar l'any 2003 un conveni entre l'alcalde de Sant Feliu de Guíxols, el conseller de Cultura de la Generalitat de Catalunya i la baronessa Carmen Cervera, pel qual se cedirien 350 obres de la col·lecció Thyssen de pintura catalana entre 1850 i 1950, amb obres de pintors com Ramon Casas, Isidre Nonell o Santiago Rusinyol, entre d'altres. Una part d'aquestes obres actualment estan exposades al Museu Nacional d'Art de Catalunya. L'altra part procedeix de la col·lecció privada Carmen Cervera. En un inici, l'ajuntament havia de cedir un antic hospital del segle xvii, però finalment es va decidir que la ubicació seria l'antiga fàbrica Serra Vicens. A causa de la situació de crisi econòmica, la creació d'aquest centre es va demorar. L'any 2012, finalment, es va inaugurar el centre, anomenat Espai Carmen Thyssen, en el Museu d'Història de Sant Feliu, ocupant part del palau abacial barroc del monestir.
Actualment, el projecte contempla l'ampliació, tant d'activitats com d'espais, en un futur proper amb la vocació de situar-se en paral·lel amb els seus homòlegs de Madrid (Museu Thyssen-Bornemisza) i Màlaga i Andorra (ambdós amb un Museu Carmen Thyssen). En aquest sentit, es treballa perquè l'exposició temporal pugui allargar la temporada fins a vuit mesos, i per ampliar l'Espai Carmen Thyssen, que implica una intervenció important a l'edifici del monestir.

## Exposicions
Des de la primera exposició, l'Espai Carmen Thyssen s'ha convertit en un dels centres artístics més destacats de la Costa Brava.
Les diferents exposicions temporals presentades són:
- Paisatges de llum, paisatge de somni. De Gauguin a Delvaux. (2012)
- Sisley-Kandinsky-Hooper. (2013)
- L'ideal en el paisatge. De Meifrèn a Matisse i Gontxarova. (2014)
- Barcelona - Paris - New York. D'Urgell a O'keefee. (2015)
- La il·lusió del Far West. (2016)
- Un món ideal, de Van Gogh a Gauguin i Vasarely. (2017)